# Diphasia nigra
Diphasia nigra är en nässeldjursart som först beskrevs av Peter Simon Pallas 1766.  Diphasia nigra ingår i släktet Diphasia och familjen Sertulariidae. Inga underarter finns listade i Catalogue of Life.